# Raimon Panikkar
Raimon Panikkar (ur. 3 listopada 1918 w Barcelonie, zm. 26 sierpnia 2010 w Tavertet) – hiszpański teolog, zaangażowany w dialog międzyreligijny pomiędzy katolicyzmem i hinduizmem, twórca oryginalnej koncepcji chrystologicznej.

## Życiorys
Urodzony jako syn Hindusa i hiszpańskiej katoliczki, wychowany w dwóch kulturach i dwóch religiach. W młodości związany z Opus Dei. W 1946 przyjął święcenia kapłańskie w Kościele katolickim. W latach pięćdziesiątych wyjechał do Indii, gdzie w 1964 opublikował pracę Nieznany Chrystus hinduizmu. W książce tej starał się pokazać, że hinduizm może zaakceptować Chrystusa jako źródło autentycznego doświadczenia religijnego. W 1967 wyjechał do Stanów Zjednoczonych, gdzie przez wiele lat wykładał religię porównawczą. W jednym z artykułów w 1971 opisał siebie jako tego, „który wyruszył jako chrześcijanin, odkrył w sobie hinduistę i powrócił buddystą, nie przestając być chrześcijaninem”. Był autorem kilkuset artykułów i kilkudziesięciu książek z zakresu historii religii, religii porównawczej, teologii, filozofii i dialogu międzyreligijnego. Posiadał również doktorat z chemii.
W 1981 opublikował drugie wydanie książki Nieznany Chrystus hinduizmu, w której przedstawił Chrystusa jako wykraczającego poza osobę Jezusa. W tej pracy oraz dalszych publikacjach starał się pokazać, że w hinduizmie obecna jest Tajemnica, którą chrześcijanie nazywają Chrystusem. O ile Jezus jest w pełni Chrystusem, o tyle Chrystus oznacza więcej niż Jezus. Tym samym wyznawcy religii azjatyckich mogą poznać Chrystusa w sposób inny, niż przez osobę Jezusa.
Po przejściu na emeryturę zamieszkał w domu rodzinnym w Tavertet, prowadząc w dalszym ciągu aktywną działalność naukową, z której wycofał się na krótko przed śmiercią.